# Rallye Großbritannien 2012

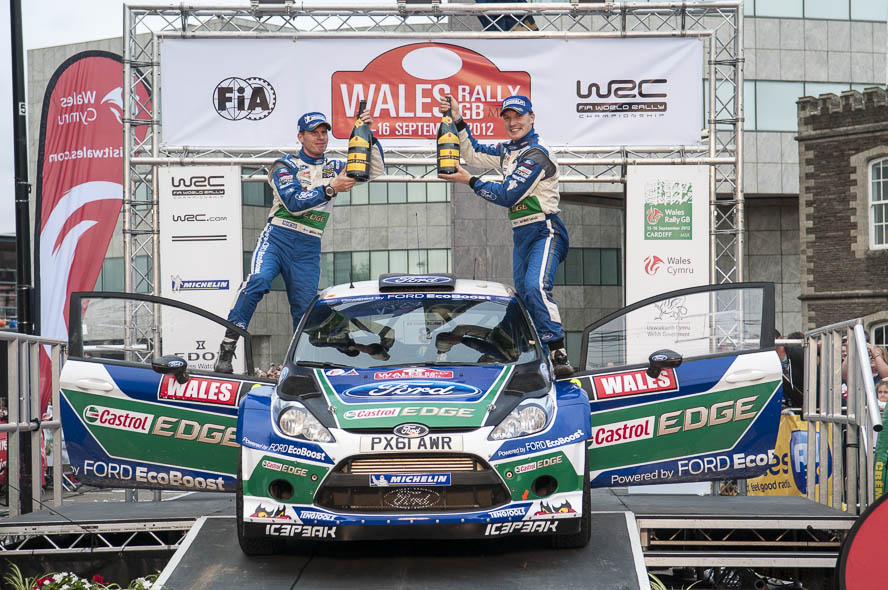
Jari-Matti Latvala und Miikka Anttila mit dem Ford Fiesta RS WRC

Die 68. Rallye Großbritannien war der 10. von 13 FIA-Weltmeisterschaftsläufen 2012. Die Rallye bestand aus 19 Wertungsprüfungen und wurde zwischen dem 14. und dem 16. September gefahren.

## Berichte

### 1. Tag (Freitag, 14. September)
Petter Solberg (Ford) startete mit zwei Bestzeiten in die Rallye Großbritannien. Jari-Matti Latvala fuhr in den vier anschließenden Wertungsprüfungen schneller und übernachtete als Führender des Gesamtklassements. Diesmal chancenlos gegen die Fordwerksfahrer war Sébastien Loeb im Citroën, er verlor über 21 Sekunden auf Latvala.

### 2. Tag (Samstag, 15. September)
Jari-Matti Latvala machte auch am zweiten Tag kaum Fehler und führte die Rallye mit über 24 Sekunden auf Solberg an. Loeb kämpfte mit Solberg um den zweiten Rang und lag nur gerade mit 6,4 Sekunden hinten nach 13 Wertungsprüfungen. Mads Østberg (Ford) lag auf dem dritten Rang vor Mikko Hirvonen (Citroën).

### 3. Tag (Sonntag, 16. September)
Latvala gewann die Rallye Großbritannien (Wales) wie schon im Vorjahr. Loeb überholte Solberg und wurde zweiter. Mit 62 WM-Punkten Vorsprung, auf Teamkollege Hirvonen, war Loeb der Weltmeisterschaftsgewinn kaum noch zu nehmen, obwohl noch drei Rallyes in der Saison 2012 ausstanden. Hirvonen wurde fünfter hinter Østberg, der trotz technischen Problemen auf den vierten Platz fuhr.

## Klassifikationen

### Endresultat
| Rang   | Fahrer               | Beifahrer            | Auto                    | Zeit      | Rückstand | Punkte + Power-Stage |
| WRC    | WRC                  | WRC                  | WRC                     | WRC       | WRC       | WRC                  |
| ------ | -------------------- | -------------------- | ----------------------- | --------- | --------- | -------------------- |
| 1      | Jari-Matti Latvala   | Miikka Antilla       | Ford Fiesta RS WRC      | 3:03:40.3 | 0:00.0    | 25 + 1               |
| 2      | Sébastien Loeb       | Daniel Elena         | Citroën DS3 WRC         | 3:04:08.1 | 0:27.8    | 18 + 2               |
| 3      | Petter Solberg       | Chris Pattersson     | Ford Fiesta RS WRC      | 3:04:09.0 | 0:28.7    | 15                   |
| 4      | Mads Østberg         | Jonas Andersson      | Ford Fiesta RS WRC      | 3:04:50.9 | 1:10.6    | 12                   |
| 5      | Mikko Hirvonen       | Jarmo Lehtinen       | Citroën DS3 WRC         | 3:05:09.8 | 1:29.5    | 10 + 3               |
| 6      | Jewgeni Nowikow      | Ilka Minor           | Ford Fiesta RS WRC      | 3:07:17.3 | 3:37.0    | 8                    |
| 7      | Thierry Neuville     | Nicolas Gilsoul      | Citroën DS3 WRC         | 3:07:52.2 | 4:11.9    | 6                    |
| 8      | Matthew Wilson       | Scott Martin         | Ford Fiesta RS WRC      | 3:09:40.7 | 6:00.4    | 4                    |
| 9      | Martin Prokop        | Zdeněk Hrůza         | Ford Fiesta RS WRC      | 3:10.39.2 | 6:58.9    | 2                    |
| 10     | Nasser Al-Attiyah    | Giovanni Bernacchini | Citroën DS3 WRC         | 3:13:12.4 | 9:32.1    | 1                    |
| SWRC   |                      |                      |                         |           |           |                      |
| 1 (13) | Craig Breen          | Paul Nagle           | Ford Fiesta S2000       | 3:18:22.9 | 00:00.0   | 25                   |
| 2 (14) | Tom Cave             | Craig Parry          | Proton Satria Neo S2000 | 3:21:00.7 | 02:37.8   | 18                   |
| 3 (16) | Yazeed Al-Rajhi      | Michael Orr          | Ford Fiesta RRC         | 3:22:53.7 | 04:30.8   | 15                   |
| 4 (17) | Maciej Oleksowicz    | Andrzej Obrebowski   | Ford Fiesta S2000       | 3:26.38.8 | 08:15.9   | 12                   |
| 5 (23) | Alastair Fischer     | Daniel Barritt       | Ford Fiesta S2000       | 3:37:14.4 | 18:51.5   | 10                   |
| 6 (24) | Per-Gunnar Andersson | Emil Axelsson        | Proton Satria Neo S2000 | 3:37:51.1 | 19:28.2   | 8                    |

### Wertungsprüfungen
| Tag                                  | WP                                   | Name                | Länge    | Start UTC+1        | Gewinner           | Beifahrer          | Auto               | Zeit    | Ø km/h | Leader             |
| ------------------------------------ | ------------------------------------ | ------------------- | -------- | ------------------ | ------------------ | ------------------ | ------------------ | ------- | ------ | ------------------ |
| Tag 1 (14. Sept.)                    | WP1                                  | Dyfnant 1           | 20,48 km | 08:13              | Petter Solberg     | Chris Pattersson   | Ford Fiesta RS WRC | 11:53.5 | 103,33 | Petter Solberg     |
| Tag 1 (14. Sept.)                    | WP2                                  | Hafren Sweet Lamb 1 | 24,87 km | 09:38              | Petter Solberg     | Chris Pattersson   | Ford Fiesta RS WRC | 14:46.2 | 101,03 | Petter Solberg     |
| Tag 1 (14. Sept.)                    | WP3                                  | Myherin 1           | 27,88 km | 10:19              | Jari-Matti Latvala | Miikka Antilla     | Ford Fiesta RS WRC | 15:55.1 | 105,09 | Jari-Matti Latvala |
| Tag 1 (14. Sept.)                    | Service Newtown, 11:58 Uhr (15 Min.) |                     |          |                    |                    |                    |                    |         |        | Jari-Matti Latvala |
| Tag 1 (14. Sept.)                    | WP4                                  | Dyfnant 2           | 20,48 km | 13:13              | Jari-Matti Latvala | Miikka Antilla     | Ford Fiesta RS WRC | 11:45.9 | 104,45 | Jari-Matti Latvala |
| Tag 1 (14. Sept.)                    | WP5                                  | Hafren Sweet Lamb 2 | 24,87 km | 14:38              | Jari-Matti Latvala | Miikka Antilla     | Ford Fiesta RS WRC | 14:44.9 | 101,18 | Jari-Matti Latvala |
| Tag 1 (14. Sept.)                    | WP6                                  | Myherin 2           | 27,88 km | 15:19              | Jari-Matti Latvala | Miikka Antilla     | Ford Fiesta RS WRC | 15:55.7 | 105,02 | Jari-Matti Latvala |
| Tag 1 (14. Sept.)                    | Service Cardiff, 19:17 Uhr (45 Min.) |                     |          |                    |                    |                    |                    |         |        | Jari-Matti Latvala |
| Tag 2 (15. Sept.)                    |                                      |                     |          |                    |                    |                    |                    |         |        | Jari-Matti Latvala |
| Service Cardiff, 06:30 Uhr (15 Min.) |                                      |                     |          |                    |                    |                    |                    |         |        | Jari-Matti Latvala |
| WP7                                  | Crychan 1                            | 19,50 km            | 09:02    | Mads Østberg       | Jonas Andersson    | Ford Fiesta RS WRC | 10:38.1            | 110,01  |        | Jari-Matti Latvala |
| WP8                                  | Epynt 1                              | 8,31 km             | 09:40    | Sébastien Loeb     | Daniel Elena       | Citroën DS3 WRC    | 04:31.3            | 110,27  |        | Jari-Matti Latvala |
| WP9                                  | Halfway 1                            | 18,35 km            | 10:06    | Jari-Matti Latvala | Miikka Antilla     | Ford Fiesta RS WRC | 10:33.7            | 104,24  |        | Jari-Matti Latvala |
| Service Cardiff, 12:33 Uhr (30 Min.) |                                      |                     |          |                    |                    |                    |                    |         |        | Jari-Matti Latvala |
| WP10                                 | Crychan 2                            | 19,50 km            | 15:17    | Petter Solberg     | Chris Pattersson   | Ford Fiesta RS WRC | 10:27.9            | 111,80  |        | Jari-Matti Latvala |
| WP11                                 | Epynt 2                              | 8,31 km             | 15:55    | Jari-Matti Latvala | Miikka Antilla     | Ford Fiesta RS WRC | 04:28.5            | 111,42  |        | Jari-Matti Latvala |
| WP12                                 | Halfway 2                            | 18,35 km            | 16:21    | Petter Solberg     | Chris Pattersson   | Ford Fiesta RS WRC | 10:30.4            | 104,79  |        | Jari-Matti Latvala |
| WP13                                 | Celtic Manor                         | 3,04 km             | 18:30    | Jari-Matti Latvala | Miikka Antilla     | Ford Fiesta RS WRC | 01:46.9            | 102,38  |        | Jari-Matti Latvala |
| Service Cardiff, 19:18 Uhr (45 Min.) |                                      |                     |          |                    |                    |                    |                    |         |        | Jari-Matti Latvala |
| Tag 3 (16. Sept.)                    |                                      |                     |          |                    |                    |                    |                    |         |        | Jari-Matti Latvala |
| Service Cardiff, 06:00 Uhr (15 Min.) |                                      |                     |          |                    |                    |                    |                    |         |        | Jari-Matti Latvala |
| WP14                                 | Port Talbot 1                        | 17,35 km            | 07:18    | Sébastien Loeb     | Daniel Elena       | Citroën DS3 WRC    | 09:15.9            | 112,21  |        | Jari-Matti Latvala |
| WP15                                 | Rheola 1                             | 8,87 km             | 08:16    | Sébastien Loeb     | Daniel Elena       | Citroën DS3 WRC    | 04:42.0            | 113,14  |        | Jari-Matti Latvala |
| WP16                                 | Walters Arena 1                      | 15,33 km            | 08:34    | Jari-Matti Latvala | Miikka Antilla     | Ford Fiesta RS WRC | 08:49.3            | 104,15  |        | Jari-Matti Latvala |
| Service Cardiff, 10:29 Uhr (30 Min.) |                                      |                     |          |                    |                    |                    |                    |         |        | Jari-Matti Latvala |
| WP17                                 | Port Talbot 2                        | 17,35 km            | 12:07    | Petter Solberg     | Chris Pattersson   | Ford Fiesta RS WRC | 09:07.1            | 114,09  |        | Jari-Matti Latvala |
| WP18                                 | Rheola 2                             | 8,87 km             | 13:05    | Sébastien Loeb     | Daniel Elena       | Citroën DS3 WRC    | 04:40.1            | 114,01  |        | Jari-Matti Latvala |
| WP19                                 | Walters Arena 2 (Power-Stage)        | 15,33 km            | 13:23    | Mikko Hirvonen     | Jarmo Lehtinen     | Citroën DS3 WRC    | 08:51.4            | 103,51  |        | Jari-Matti Latvala |
| Cardiff, 15:06 Uhr (10 Min.)         |                                      |                     |          |                    |                    |                    |                    |         |        | Jari-Matti Latvala |

### Gewinner Wertungsprüfungen
| WP                 | Anzahl | Fahrer             | Auto               |
| ------------------ | ------ | ------------------ | ------------------ |
| 3–6, 9, 11, 13, 16 | 8      | Jari-Matti Latvala | Ford Fiesta RS WRC |
| 1, 2, 10, 12, 17   | 5      | Petter Solberg     | Ford Fiesta RS WRC |
| 8, 14, 15, 18      | 4      | Sébastien Loeb     | Citroën DS3 WRC    |
| 19                 | 1      | Mikko Hirvonen     | Citroën DS3 WRC    |
| 7                  | 1      | Mads Østberg       | Ford Fiesta RS WRC |

### Fahrer-WM nach der Rallye
| Pos. | Fahrer             | Punkte |
| ---- | ------------------ | ------ |
| 1    | Sébastien Loeb     | 219    |
| 2    | Mikko Hirvonen     | 158    |
| 3    | Petter Solberg     | 119    |
| 4    | Mads Østberg       | 114    |
| 5    | Jari-Matti Latvala | 113    |

### Team-Weltmeisterschaft
| Pos. | Team             | Punkte |
| ---- | ---------------- | ------ |
| 1    | Citroën WRT      | 348    |
| 2    | Ford WRT         | 237    |
| 3    | M-Sport Ford WRT | 123    |